# 30 octobre 1982
Le samedi 30 octobre 1982 est le 303e jour de l'année 1982.

## Naissances
- Alexander Yanyushkin, joueur russe de rugby à XV
- Anderson Hernández, joueur dominicain de baseball
- Andy Greene, joueur de hockey sur glace américain
- Anna Kallistová, joueuse volley-ball tchèque
- Ao Quan, acteur et chanteur taïwanais
- Chad Krowchuk, acteur canadien
- Chimène Badi, chanteuse de variétés
- Clémence Poésy, actrice française
- David Marty, joueur français de rugby à XV
- Dmitri Abramovitch, bobeur russe
- Yuriy Kalashnikov, karatéka russe
- Jon Foo, acteur anglais, mannequin et maître de wushu
- Jonathan Albaladejo, joueur de baseball puertoricain
- Lauren Miller, actrice américaine
- Manny Parra, joueur de baseball américain
- Martin Gilbert, coureur cycliste canadien
- Miguel Buba, karatéka congolais (RDC)
- Plastician, musicien britannique
- Renan Mazéas, acteur français
- Roman Jaško, joueur professionnel slovaque de hockey sur glace
- Teyba Erkesso, athlète éthiopienne, spécialiste des courses de fond
- Yohei Onishi, joueur de football japonais
- Yusuke Igawa, footballeur japonais

## Décès
- Angelo Ephrikian (né le 20 octobre 1913), chef d'orchestre, violoniste, compositeur et musicologue
- François Saudubray (né le 20 octobre 1888), personnalité politique française
- Raúl Toro (né le 21 février 1911), joueur de football chilien
- Walter Lange (né le 14 juillet 1898), militaire allemand

## Événements
- Sortie de l'album Anniversary - 10 Years of Hits
- Fin de Skate Canada 1982